# شيكو فاريا
شيكو فاريا هو لاعب كرة قدم برتغالي، ولد في 9 أكتوبر 1949 في ماتوسينهوس في البرتغال، وتوفي في 16 يونيو 2004. شارك مع منتخب البرتغال لكرة القدم. أما مع النوادي، فقد لعب مع سبورتينغ براغا وسبورتينغ لشبونة ونادي ليتشويس ونادي ماريتيمو.

## وصلات خارجية
- شيكو فاريا على موقع قاعدة بيانات كرة القدم.إي يو (الإنجليزية)
- شيكو فاريا على موقع ناشيونال فوتبول تيمز (الإنجليزية)
- شيكو فاريا على موقع عالم كرة القدم.نت (الإنجليزية)